# Dassault Falcon 10
Dassault Falcon 10 (zwany też Mystère 10) – lekki, dwusilnikowy samolot biznesowy produkowany przez Dassault Aviation. Prototyp z silnikami General Electric CJ610 oblatano go w 1970 roku, do służby trafił w 1973 roku. Samolot powstał na bazie Dassault Mystère/Falcon 20. Francuska marynarka wykorzystywała samoloty w wersji Falcon 10MER, służące głównie do celów szkoleniowych i transportowych. Falcon 100 to wersja rozwojowa z zewnętrznymi drzwiami do luku bagażowego i unowocześnioną kabiną, był to pierwszy samolot biznesowy certyfikowany z tablicą elektronicznych przyrządów pokładowych, wyposażonych w kolorowe wyświetlacze. 
Właścicielem Falcona 10 był dyrygent Herbert von Karajan.

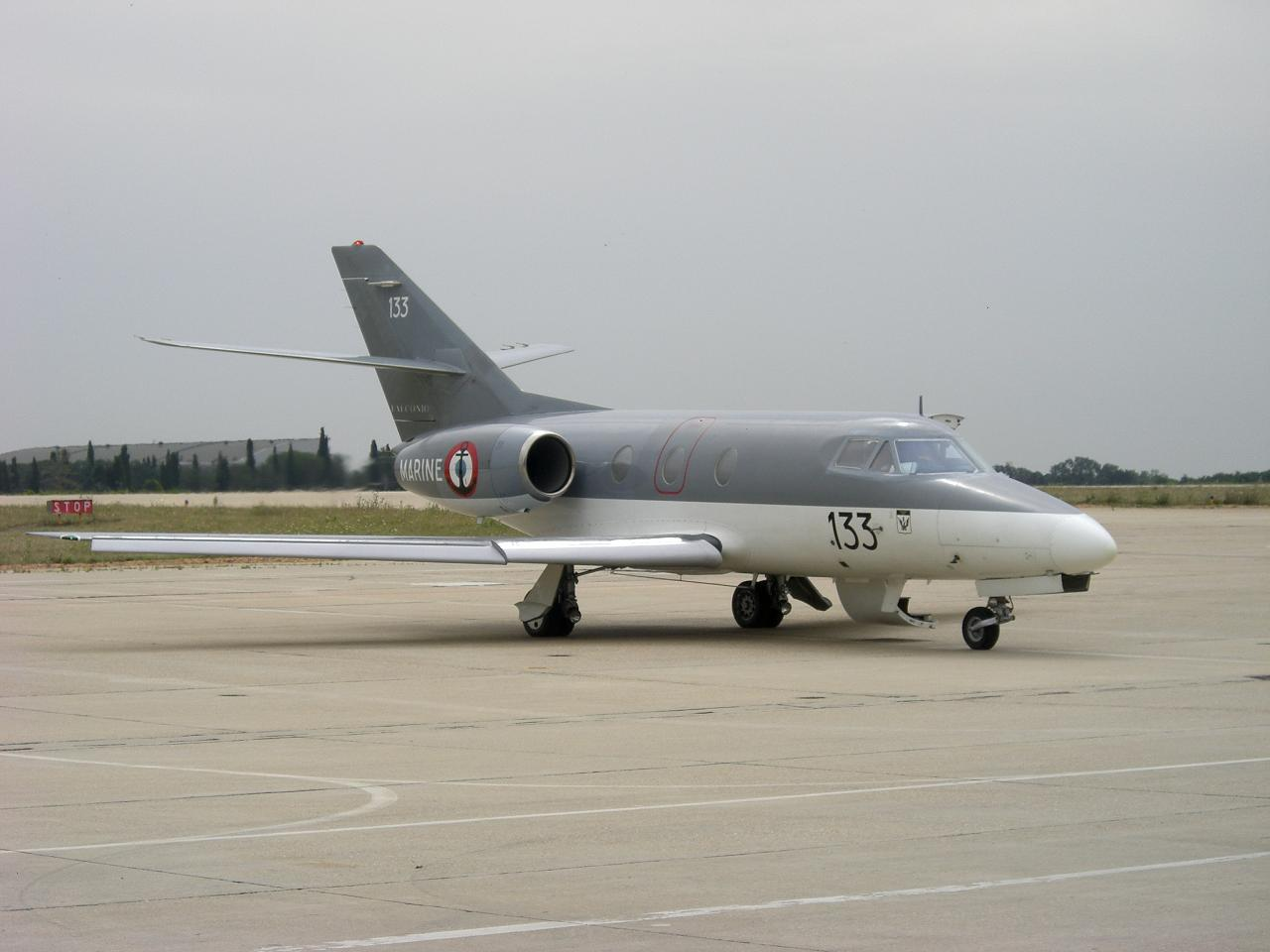
Dassault Falcon 10MER lotnictwa Marine nationale